# Geografija Cipra
Ciper je otok v vzhodni kotlini Sredozemskega morja. S površino 9.251 km2 je Ciper tretji največji otok v Sredozemlju, za italijanskima otokoma Sicilijo in Sardinijo in 80. največji otok na svetu po površini. Je južno od Anatolskega polotoka, vendar spada v Ciprski lok, ki je del mejnega območja plošče, ki se prilagaja gibanju Afriške plošče glede na Anatolsko ploščo. Ciper je v Zahodni Aziji na Bližnjem vzhodu. Ciper je imel tudi dolga obdobja predvsem grškega in občasnega anatolskega, levantinskega, bizantinskega, turškega in zahodnoevropskega vpliva.
Na otoku prevladujeta dve gorski verigi, gorovje Troodos, kjer je tudi najvišji vrh na otoku, Olimp (znan tudi kot Chionistra, 1952 m) in Kirenijsko pogorje ali Pentadaktilos ter osrednja nižina Mesaoria, ki leži med njima. Gorovje Troodos pokriva večino južnega in zahodnega dela otoka in predstavlja približno polovico njegove površine. Ozko Kirenijsko pogorje se razteza vzdolž severne obale. Ni tako visoko kot gorovje Troodos in zavzema precej manjšo površino. Obe gorski verigi potekata na splošno vzporedno z gorovjem Taurus na turški celini, katerega obrisi so vidni s severnega Cipra. Obalne nižine, različno široke, obdajajo otok.
Geopolitično je otok razdeljen na štiri segmente. Republika Ciper, edina mednarodno priznana država, zavzema južnih 60 % otoka in je država članica Evropske unije od 1. maja 2004. Turško republiko Severni Ciper diplomatsko priznava samo Turčija; zavzema severno tretjino otoka, okoli 36 % ozemlja. Zelena črta pod nadzorom Združenih narodov je tamponsko območje, ki ločuje obe in obsega približno 4 %. Nazadnje, dve območji - Akrotiri in Dhekelia - ostajata pod britansko suverenostjo za vojaške namene in skupaj tvorita suvereni bazi Akrotiri in Dhekelia (SBA). SBA je na južni obali otoka in skupaj obsegata 254 km² ali 2,8 % otoka.

## Površje
Razgibano gorovje Troodos, katerega glavno območje se razteza od točke Pomos na severozahodu skoraj do zaliva Larnaka na vzhodu, je edina najbolj opazna značilnost pokrajine. Zaradi intenzivnega dvigovanja in gubanja v obdobju nastajanja je območje močno razdrobljeno, tako da se podrejeni hribi in ostrogi vijejo pod številnimi koti, njihova pobočja pa so zarezana s strmimi dolinami. Na jugozahodu se gore v nizu stopničastih vznožij spuščajo v obalno nižino.
Medtem ko je gorovje Troodos masiv, sestavljen iz staljene magmatske kamnine, je Kirenijsko pogorje ozek apnenčast greben, ki se nenadoma dvigne iz ravnin. Njegov najbolj vzhodni podaljšek postane vrsta vznožja na polotoku Karpas. Ta polotok kaže proti Mali Aziji, ki ji Ciper geološko pripada. Kirenijsko pogorje je znano tudi kot gorovje Pentadaktilon zaradi vrha, ki spominja na pet prstov.
Celo najvišji vrhovi Kirenijskega pogorja so komajda višji od polovice velike kupole gorskega masiva Troodos, gore Olimp (1952 m), vendar so zaradi na videz nedostopnih, nazobčanih pobočij precej bolj spektakularni. Britanski pisatelj Lawrence Durrell je v Bitter Lemons o Troodosu pisal kot o »neljubki zmešnjavi pečin in težkih skal« in o Kirenijskem pogorju, ki pripada »svetu gotske Evrope, njenih vzvišenih pečinah, posejanih s križarskimi gradovi«.
V antiki so na pobočju Troodosa odkrili bogata nahajališča bakra. Ogromna nahajališča sulfidov so nastala kot del ofiolitnega kompleksa v središču širjenja pod Sredozemskim morjem, ki je bilo v pleistocenu tektonsko dvignjeno in postavljeno na sedanji lokaciji.

## Reke
Na večjem delu otoka je dostop do oskrbe z vodo skozi celo leto otežen. To se tradicionalno pripisuje krčenju gozdov, ki je z erozijo poškodovalo drenažni sistem otoka, vendar Grove in Rackham dvomita o tem mnenju. Mreža zimskih rek izvira v gorovju Troodos in teče iz njih v vse smeri. Reki Yialias in Pedhieos tečeta proti vzhodu čez Mesaorio v zaliv Famagusta; reka Serraghis teče severozahodno skozi nižino Morphou. Vse reke na otoku pa so poleti suhe. Zgrajen je bil obsežen sistem jezov in vodnih poti, da bi pripeljali vodo do kmetijskih območij.
Mesaoria je kmetijsko središče otoka, vendar je njena produktivnost za pšenico in ječmen zelo odvisna od zimskih padavin; drugi pridelki se gojijo z namakanjem. Ostalo je le malo dokazov, da je bila ta široka osrednja planota, odprta proti morju na obeh straneh, nekoč prekrita z bogatimi gozdovi, katerih les so sekali stari osvajalci za svoje jadrnice. Zdaj razdeljeno glavno mesto otoka, Nikozija, leži sredi te osrednje planote.

## Rastlinstvo
Kljub svoji majhnosti ima Ciper raznoliko naravno vegetacijo. To vključuje gozdove iglavcev in listavcev, kot so turški bor (Pinus brutia), cedra, ciprese in hrasti. Starodavni avtorji pišejo, da je bil večji del Cipra, celo Mesaoria, močno poraščen z gozdovi in da je še vedno veliko gozdov na gorovju Troodos in Kirenija ter lokalno na nižjih nadmorskih višinah. Približno 17 % celotnega otoka je razvrščenega kot gozd. Kjer ni gozda, najdemo visoke grmovne združbe zlatega hrasta (Quercus alnifolia), jagodnjaka (Arbutus andrachne), lihopernata rujevina (Pistacia terebinthus), evropske oljke (Olea europaea), hrasta prnarja (Quercus coccifera) in stiraksa (Styrax officinalis), vendar je taka makija neobičajna. Večino neobdelane zemlje na otoku pokrivajo pašniki, ki jih v veliki meri sestavljajo nizko grmičevje brškin (Cistus), Košeničica (Genista sphacelata), bodičasta metla (Calicotome villosa), Lithospermum hispidulum, hladnikija (Phaganalon rupestre) in, lokalno mastika (Pistacia lentiscus). Kjer je paša pretirana, se ta pokritost kmalu zmanjša in ostane osiromašena frigana, vrsta nizkega grmovja, sestavljena predvsem iz timijan (Thymus capitatus),  trnasti bedrenec Sarcopoterium spinosum in nekaj zakrnelih zelišč.

## Podnebje
Sredozemsko podnebje, toplo in precej suho, s padavinami predvsem med novembrom in marcem, je ugodno za kmetijstvo. Na splošno so na otoku blage mokre zime in suha vroča poletja. Spremembe temperature in količine padavin so odvisne od nadmorske višine in v manjši meri od oddaljenosti od obale. Vroča, suha poletja od sredine maja do sredine septembra in deževne, precej spremenljive zime od novembra do sredine marca ločujeta kratki jeseni in pomladi.

## Površina in meje
Površina:
Skupaj: 9251 km² (od tega je 5896 km2 pod nadzorom Republike Ciper in od tega 3355 km² pod upravo dejanske Turške republike Severni Ciper) 

Površina: 9.241 km² 

Voda: 10 km²
Kopne meje: 0 km
Morske meje: 648 km
Pomorski zahtevki:
Teritorialno morje: 12 nmi (22,2 km) 

Ekontinentalni pas: 200 m globine oziroma do globine izkoriščanja 

Izključna gospodarska cona: 98.707 km² 
 Ekstremne višine:
Najnižja točka: Sredozemsko morje 0 m 

Najvišja točka: Olimp 1952 m